# Paenda
Paenda, właśc. Gabriela Horn (ur. 25 stycznia 1988 w Deutschlandsbergu) – austriacka piosenkarka, autorka piosenek i producentka muzyczna. Reprezentantka Austrii w 64. Konkursie Piosenki Eurowizji (2019).

## Życiorys

### Wykształcenie
Studiowała jazz na Wiedeńskim Instytucie Muzycznym.

### Kariera muzyczna
W dzieciństwie śpiewała w szkolnym chórze. Gdy miała 14 lat, napisała swoje pierwsze piosenki, zaczęła naukę gry na gitarze i fortepianie oraz podjęła współpracę z kilkoma pop-rockowymi zespołami. 
Od 2015 występuje pod pseudonimem Pænda. 2 lutego 2018 wydała swój debiutancki album studyjny, zatytułowany Evolution I, który promowała singlem „Waves”. 29 stycznia 2019 została ogłoszona reprezentantką Austrii z piosenką „Limits” w 64. Konkursie Piosenki Eurowizji organizowanym w Tel Awiwie. 26 kwietnia 2019 wydała album pt. Evolution II, będący kontynuacją jej debiutanckiej płyty. 16 maja wystąpiła w drugim półfinale konkursu i zajęła przedostatnie, 17. miejsce, przez co nie zakwalifikowała się do finału. W kwietniu 2020 roku wystąpiłą w projekcie Eurovision Home Concerts, w którym wykonała „Limits” i cover utworu reprezentantki Łotwy Aminaty „Love Injected”.

## Dyskografia
Albumy studyjne
- Evolution I (2018)
- Evolution II (2019)